# 時永宜幸
時永 宜幸（ときなが よしゆき）は、日本のアニメーター。ぎゃろっぷ所属。

## 主な参加作品

### テレビアニメ
- タッチ（原画）
- 陽あたり良好!（原画）
- キテレツ大百科（総作画監督、作画監督、原画）
- 赤ずきんチャチャ（原画）
- ナースエンジェルりりかSOS（作画監督、原画）
- こどものおもちゃ（作画監督、総作画監督）
- こちら葛飾区亀有公園前派出所（作画監督、原画）
- 名探偵コナン（原画）
- 剣風伝奇ベルセルク（原画）
- おじゃる丸（作画監督、原画）
- アキハバラ電脳組（原画）
- To Heart（原画）
- マイアミ☆ガンズ（原画）
- グラビテーション（原画）
- だぁ!だぁ!だぁ!（原画）
- フルーツバスケット（原画）
- あずまんが大王 THE ANIMATION（原画）
- スクールランブル（原画）
- アイシールド21（作画監督、原画、レイアウト、OP原画、4期OP作画監督・3期ED作画監督・原画、作画監督補佐）
- MAJOR 5th season（原画）
- 毎日かあさん（作画監督、原画、OP・ED原画）
- 宙のまにまに（原画、OP原画）
- こちら葛飾区亀有公園前派出所 THE FINAL 両津勘吉 最後の日（キャラクターデザイン、作画監督）
- 爆釣バーハンター（作画監督）
- ソマリと森の神様（作画監督）
- ループ7回目の悪役令嬢は、元敵国で自由気ままな花嫁生活を満喫する（作画監督）

### 劇場版アニメ
- 銀河鉄道の夜（動画）
- アキハバラ電脳組 2011年の夏休み（原画）
- こちら葛飾区亀有公園前派出所 THE MOVIE（作画監督、原画）
- ギャグマンガ日和 ジャンプフェスタ2002版（作画）
- こちら葛飾区亀有公園前派出所 THE MOVIE2 UFO襲来! トルネード大作戦!!（キャラクターデザイン、メカデザイン、総作画監督）
- 劇場版MAJOR メジャー 友情の一球（原画）
- 人体のサバイバル！（作画監督、原画）
- 深海のサバイバル！（作画監督、原画）

### OVA
- アニメーション制作進行くろみちゃん 日本のアニメは私が作る!2（原画）